# Сулія (річка)

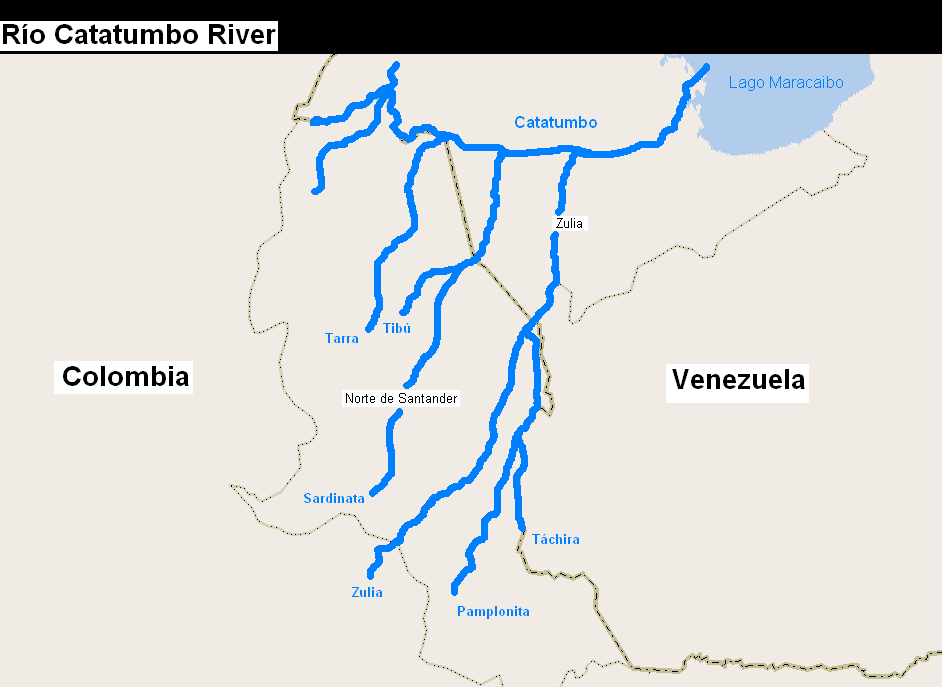
Басейн річки Кататумбо

Сулія (ісп. Río Zulia) — річка на півночі Південної Америки, права притока річки Кататумбо.

## Географія
Бере почало на північному сході Колумбії в департаменті Сантандер. Річки, що живлять Сулію, формуються в східній частині Кордильєри-Орієнталь на висоті 4 220 метрів, сама річка починається на висоті 3500 метрів на північних схилах пагорбів Сантурбан-Парамо, на захід від національного парку Тама. Впадає в річку Кататумбо на території штату Сулія у Венесуелі.
Довжина річки становить 310 км (з них 154 км в департаменті Норте-де-Сантандер), площа басейну річки становить 3 484 км².
Основні притоки: Гріта, Оропа, Тачира і Памплоніта (праві), Пералонсо, Салазар, Мотілон, Медіо, Арболедас і Тарра (ліві). Тачира і Памплоніта є джерелами водопостачання міста Кукута, адміністративного центру департаменту Норте-де-Сантандер.

## Назва
Особливістю річки Сулії є часті повені, тому припускають, що первинна назва річки було curibae або culibae, що означає «річковий розлив», потім ці слова еволюціонували до нинішньої назви.
За іншою версією назва прийшла з мови барі, в якому слово «Сулія» означає «судноплавна річка» або «благородна річкова вода».